# Pierre Maillart
Pierre Maillart (né en 1550 et mort en 1622) était un religieux et musicologue belge.
Ce chantre ainsi que chanoine de la cathédrale de Tournai établit scientifiquement, après avoir analysé un grand nombre de manuscrits anciens, l'origine indépendante de huit modes grégoriens, parfois attribuée au système de douze tons de la musique de la Grèce antique.

## Biographie
Pierre Maillart naquit à Valenciennes en 1550. Sa ville natale était précisée de la page de titre de son livre publié en 1610. On ignore son enfance.
À cette époque-là, sa région restait fidèle au catholicisme, en dépit du mouvement protestant. Le 8 avril 1560, Marguerite de Parme demanda à Roland de Lassus de suspendre sa mission de recrutement des musiciens dans cette région, en donnant priorité à la Capilla flamenca (chapelle flamande) de Philippe II d'Espagne à Madrid. Chargé par ce dernier, Michel de Bocq recruta donc en 1561 plusieurs musiciens ainsi que huit sopranistes dont Georges de la Hèle, Pierre Maillart.
De sorte qu'en 1563, Pierre Maillart était certainement en service à Madrid, en tant qu'enfant de chapelle,.
À Madrid, il approfondit sa connaissance de la musique, sous Jean de Bonmarché, maître de chapelle de la Capilla flamenca. Ce musicien aussi était originaire des Pays-Bas des Habsbourg.
Après avoir quitté Madrid en 1570 vraisemblablement avec son maître Jean de Bonmarché, ou à la suite du décès de celui-ci, Pierre Maillart commença, en tant qu'étudiant, ses études auprès de l'université de Louvain en 1572. Il est toutefois difficile à reconnaître son sujet et son enseignant.
Puis en 1574, il se déplaça à Anvers, si l'on ignore sa fonction. Il est possible que le jeune Pierre y préparât son futur livre théorique,.
Au regard de sa dernière formation musicale, il devint à nouveau élève, ou probablement auxiliaire, de Georges de la Hèle, avant que ce dernier ne parte vers Madrid en 1581, afin de servir auprès de la chapelle royale encore de Philippe II d'Espagne. Il semble que le disciple de la Hèle ait accompagné son maître, pour une durée limitée,, étant donné que tous les deux y étaient enfants de la chapelle.
Selon le site de la cathédrale Notre-Dame de Tournai, il succéda en 1581 à la Hèle comme maître de chapelle et restait cette fonction jusqu'en 1588. Il est probable que Maillart arriva donc avant 1581 à Tournai où Georges de la Hèle demeurait.
Quoi qu'il en soit, en 1589, il fut nommé chanoine de sa cathédrale.
En 1606, le chanoine et chantre de Tournai depuis le 16 mai 1583, Anselme Barbet, alla de vie à trépas. C'était Pierre Maillart qui lui succéda le 23 mai en qualité de chantre.
Puis, le 19 août 1609, il obtint un privilège royal en faveur de publier un livre théorique. Lors de sa publication effectuée l'année suivante, Maillart conservait sa fonction en tant que chantre et chanoine de Tournai, selon la page de titre.

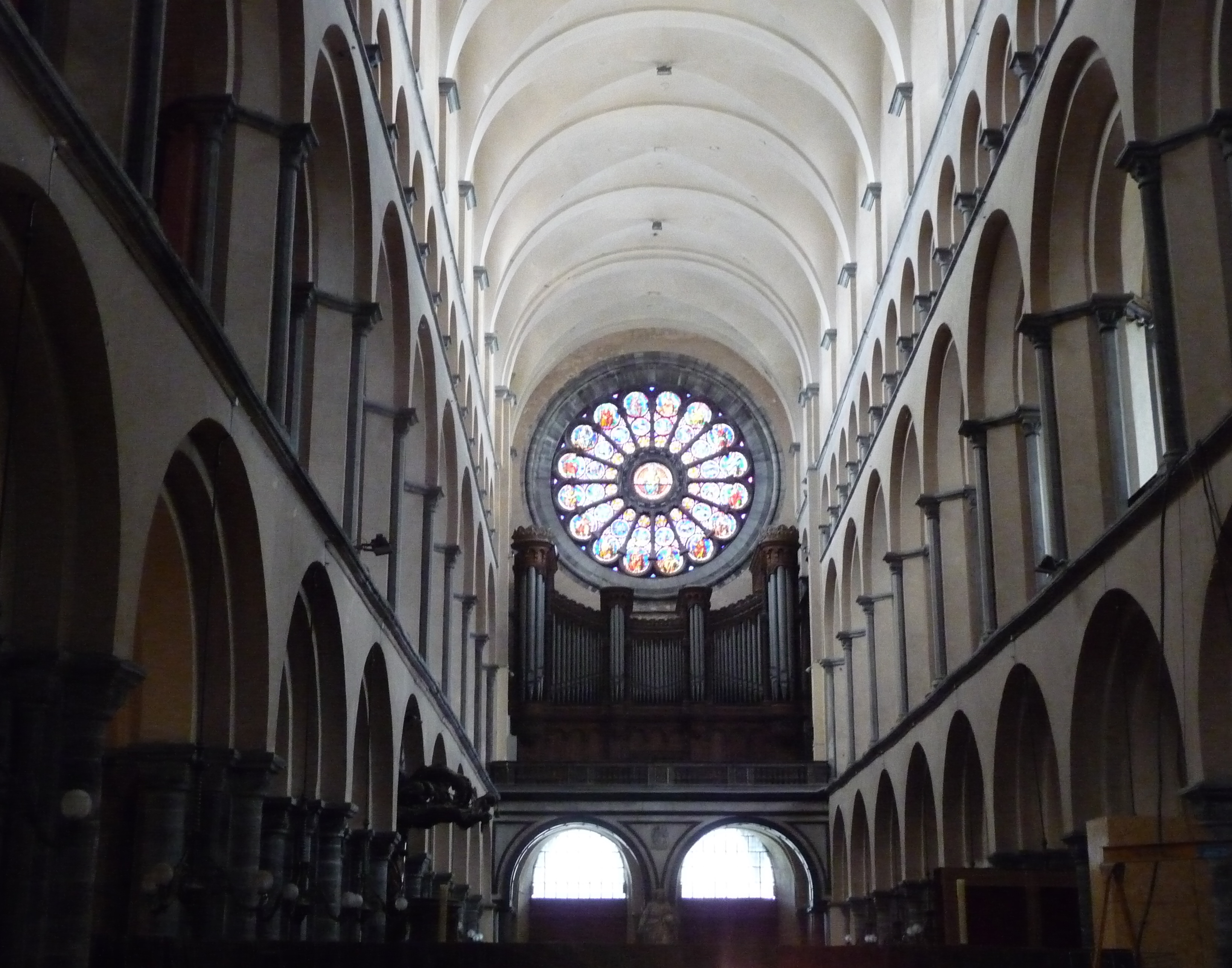
Intérieur de la cathédrale.

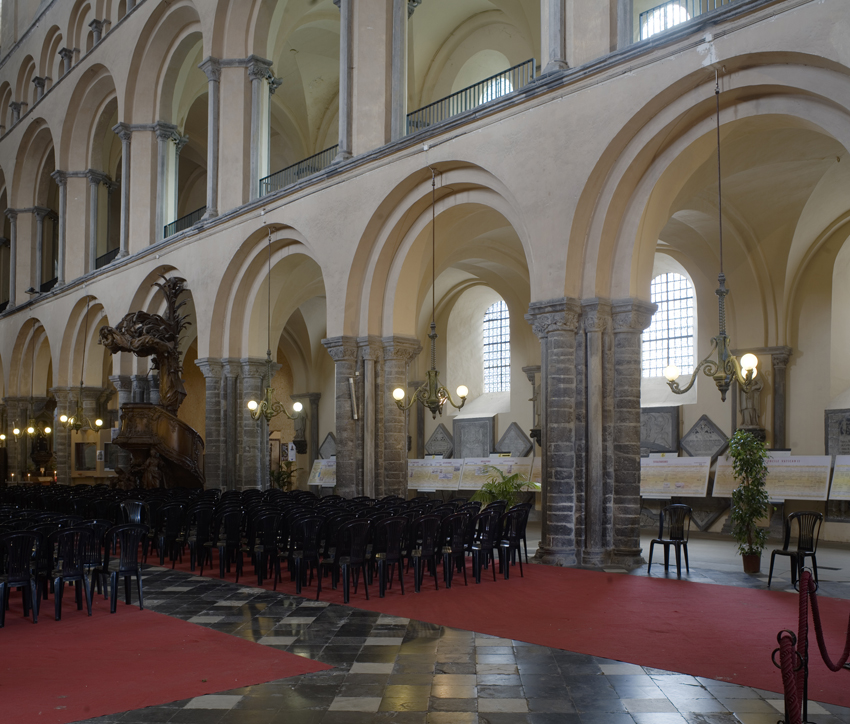

Le chanoine Pierre Maillart décéda le 16 août 1622 à Tournai. On peut observer dans la chapelle Saint-Paul, qu'il avait fait réparer, de la cathédrale :

« Ad Dei gloriam, ecclesiæ decorum, sui suorumque memoriam D. Petrus Maillart, Valentianus, hujus ecclesiæ quondam phonascus, nunc canonicus et cantor, hoc sacellum claudi exornarique vivens curavit. Obiit autem anno 1622 die 16 mensis augusti. Orate pro eo.
(Pour la gloire de Dieu, l'ornement de l'église, et la mémoire de lui et des siens, maître Pierre Maillart, de Valenciennes, jadis maître de chant en cette église, et maintenant chanoine et chantre, a fait clore et orner cette chapelle de son vivant. Il mourut le 16 août de l'année 1622. Priez pour lui.) »

Encore peut-on lire sur un monument en albâtre dans la même chapelle :

« Dominus ac magister Petrus Maillart, hujus ecclesiæ canonicus et præcentor poni jussit hanc tabulam in hoc sacello, quod vivens reparavit et ornavit, et tres missas singulis hebdomadis in eo celebrandas, et quartam in altari sancti Andreæ feriis secundis instituit. Obiit 16 augusti 1622. Requiescat in pace.
(Monsieur et maître Pierre Maillart, chanoine et grand chantre de cette église, a fait placer cette pierre dans cette chapelle, qu'il répara et orna en son vivant, et institua trois messes à y célébrer chaque semaine, et une quatrième semi-fériée à l'autel de Saint-André. Il mourut le 16 août 1622. Qu'il repose en paix.) »

## Œuvre
Si l'on ne connaît qu'une seule publication de Maillart, l'œuvre demeure importante depuis sa parution. D'après le titre, on peut imaginer l'existence d'une première édition composée des deux parties.
- Les tons, ou discours, sur les modes de Musique, et les tons de l'Église, et la distinction entre iceux, de Pierre Maillart, valencenois, chantre et chanoine de l'église Cathédrale de Tournay : divisés en deux parties : ausquelles a esté adjouité la troisiesme, par ledict Autheur, en laquelle se traicte des premiers éléments & fondements de la Musique, Charles Martin, Tournai 1610 [8]

Il est évident que Pierre Maillart sortit ce livre, afin de défendre le chant liturgique de l'Église, d'après son titre.
En effet, étant donné que la Renaissance était un grand mouvement retournant à la culture ancienne gréco-romaine, le chant grégorien était un matériel archaïque et démodé en raison de ses huit modes, en comparaison de douze tons grecs à la base de demi-tons. Quelques compositeurs tels Roland de Lassus, surtout Carlo Gesualdo, commencèrent leur composition selon le genre chromatique. Symbolisé en tant qu'exemplaire de la dégénérescence médiévale, le chant grégorien était considérablement critiqué à cette époque-là.
D'ailleurs, depuis longtemps, de nombreux moines tels Gui d'Arezzo († 1050), Bernard de Clairvaux († 1153) n'hésitaient pas à expliquer le chant grégorien en citant la théorie de la musique grecque. Donc, il existait toujours une confusion entre ces deux systèmes.
Après avoir consulté un grand nombre de notations, Pierre Maillart trouva au contraire la différence entre les modes et les tons. Selon lui, les modes qui comptent douze se caractérisent de leur finale (finalis), de leur octave modale (diapason) ainsi que de leur division inégale (quinte et quarte ou quarte et quinte). Les huit tons, quant à eux, sont certes sous-ensemble des modes. Toutefois, ceux-ci sont fortement liés à la pratique de psalmodie (les tons psalmodiques). Avec de nombreux exemplaires de notation,, il expliquait cette psalmodie en trois parties, à savoir l'intonation, la médiation et la fin ou doxologie. Aussi le ton psalmodique ne présentant pas de finale claire est-il défini par sa dominante. Les intonation et fin fonctionnent en tant que connextion avec l'antienne (modale) qui précède ainsi que qui suit la psalmodie. Donc, c'est principalement l'antienne qui dirige les intonation et fin.
En approchant davantage vers la composition du chant grégorien (selon le texte), Maillart établit, avec cette œuvre « d'une grande clarté » l'indépendance de huit tons du chant liturgique de l'Église de la musique de la Grèce antique.

« La Renaissance, dans son ensemble, ne se montra guère plus perspicace que l'antiquité et le moyen âge. Cependant, nous voyons un auteur élever la voix contre cette confusion. Dans un ouvrage très fouillé et portant pour titre : Les Tons ou Discours sur les Modes de musique, et les Tons de l'Église, et la distinction entre iceux; MAILLART montre l'incompatibilité de ces termes mode et ton pour désigner un objet analogue. Si, après la juste distinction qu'il établit entre ces deux noms, distinction basée sur des documents sérieux et une analyse approfondie des faits, il essaie de définir les propriétés de chacun d'eux, nous le voyons tomber dans une erreur, moins grave que la précédente, il est vrai, condamnable quand même : la théorie des XII modes. »

— Antoine Auda, Les modes et les tons de la musique et spécialement de la musique médiévale, p. 12  (1930)

## Postérité
À la suite de cette publication, l'analyse de Maillart était parfois adopté par des musicologues suivants tel Guillaume-Gabriel Nivers († 1714),. Ce dernier expliquait les tons et modes avec les termes de Maillart, dans son Traité de composition de musque (sic) publié en 1667. Toutefois, il n'abandonna pas l'origine du chant issue de douze tons , faussement attribuée. Au XVIIe siècle, Jean Denis aussi avait écrit son livre intitulé Traité de l'accord de l'espinette (1650) sous influence de Maillart,.
Il est probable que l'œuvre de Maillart aidait le rétablissement du chant grégorien au XIXe siècle, par exemple dans la publication de Théodore Nisard.
Dans son livre publié en 1930 et consacré à ce domaine, un musicologue Antoine Auda appréciait vivement l'œuvre de Maillart, comme déjà mentionné. Une précieuse réimpression fut effectuée en 1972 chez Minkoff, en faveur des études.
Cette observation importante de Maillart fut, à nouveau scientifiquement, confirmée dans la deuxième moitié du XXe siècle. De fait, Dom Jean Claire de l'abbaye Saint-Pierre de Solesmes découvrit la forme originaire du chant grégorien, ou trois cordes-mères, selon les études approfondies de la sémiologie grégorienne,. Il est vrai que la composition du chant grégorien était une immense évolution de la liturgie médiévale d'après la Renaissance carolingienne, des trois cordes-mères aux huit modes.

## Publication
- 1610 : Charles Martin, Tournai
- 1972 : (réimpression) Minkoff Reprints, Genève, 380 p[19],[20].

### Texte intégral
Il ne s'agit pas de fac-similé mais un texte intégral réalisé par l'université de l'Indiana à Bloomington, selon la réimpression de Minkoff en 1972 :
1. p. 1 - 177 [lire en ligne]
2. p. 178 - 326 : SECONDE PARTIE, EN LAQVELLE SE TRAICTE des hvict tons des pseavmes [lire en ligne]
3. p. 327 - 380 : TROISIESME PARTIE [lire en ligne]

### Notice
- Pierre Maillart, dans le portail du patrimoine musical en Hainaut : [lire en ligne]